# Oleg Dasjkevitj
Oleg Dasjkevitj (russisk: Олег (Арнольд) Иванович Дашкевич) (født 20. januar 1930 i Sankt Petersborg i Sovjetunionen, død 30. juli 2016) var en sovjetisk filminstruktør.

## Filmografi
- Pravda lejtenanta Klimova (Правда лейтенанта Климова, 1981)[1][2]